# Jozefien Berings
Jozefien Berings is een Nederlands actrice. Ze speelde van 2017 tot 2024 Lana Langeveld in Goede tijden, slechte tijden.